# Шагалеев, Фарит Султанович
Фарит Султанович Шагалеев (8 февраля 1947, Барнаул — 10 июня 2014, Москва) — советский офицер, в Афганской войне — командир 23-й отдельной авиационной вертолётной эскадрильи Пограничных войск КГБ СССР, генерал-майор (18.12.1993). Герой Советского Союза (1982). Военный лётчик-снайпер (1991).

## Биография
Родился 8 февраля 1947 года в городе Барнауле Алтайского края в семье рабочего. Татарин. Член КПСС с 1976 года. Окончил среднюю школу в столице Узбекской ССР городе Ташкенте в 1964 году, там же в 1964—1965 годах учился в аэроклубе ДОСААФ. Работал заправщиком самолётов в Уральском авиационном отряде. Потом учился в Аткарском авиационном центре ДОСААФ, который окончил в 1967 году, с присвоением воинского звания «младший лейтенант запаса», летал на вертолёте «Ми-1». В 1969 году работал в аэроклубе ДОСААФ города Уральска лётчиком-инструктором парашютного звена.
В сентябре 1970 года призван в Вооружённые Силы СССР и направлен в Пограничные войска на остров Сахалин. Летал на вертолёте «Ми-4», был штурманом — правым лётчиком, с 1971 года — командир вертолёта 14-й отдельной авиационной эскадрильи Тихоокеанского пограничного округа. В 1973 году экстерном окончил Сызранское высшее военное авиационное училище лётчиков.
С 1974 года проходил службу в 15-м авиационном полку Тихоокеанского пограничного округа, командир звена, с 1978 года — заместитель командира эскадрильи по лётной подготовке. В начале 1979 года назначен заместителем командира по лётной подготовке отдельной вертолётной эскадрильи Среднеазиатского пограничного округа в городе Небит-Даг Туркменской ССР, затем в городе Мары.
С декабря 1979 года по апрель 1983 года Фарит Шагалеев находился в составе Ограниченного контингента советских войск в Афганистане, где выполнял боевые задания по оказанию интернациональной помощи афганскому народу. Первый боевой вылет совершил 7 января 1980 года.
13 апреля 1981 года на базе 4-й отдельной вертолётной эскадрильи создана 23-я отдельная вертолётная эскадрилья Пограничных войск КГБ СССР под командованием подполковника Шагалеева Ф. С., которая дислоцировалась в Душанбе. Многократно проявлял исключительное мужество при нанесении огневых ударов по противнику, высадке боевых групп, эвакуации раненых и экипажей сбитых вертолётов под огнём противника. Всего вывез с поля боя около 300 военнослужащих.

При выполнении боевых вылетов отважный комэск-пограничник проявлял исключительную храбрость, лётное мастерство и высочайший профессионализм. В марте 1981 года обнаружил в горах экипаж сбитого советского самолёта и эвакуировал его. В октябре 1981 года вывез окруженную душманами маневренную группу пограничных войск в составе 80 человек. Первым в СССР высаживал десанты на высоте свыше 3500 метров над уровнем моря, а затем стал выполнять это в ночное время. За период участия в боевых действиях выполнил свыше 1200 боевых вылетов, имел 1600 часов боевого налёта на вертолётах «Ми-8» и «Ми-24».
— Из наградного листа о присвоении звания Герой Советского Союза
Указом Президиума Верховного Совета от 8 апреля 1982 года «За мужество и героизм, проявленные при оказании интернациональной помощи Демократической Республике Афганистан подполковнику Шагалееву Фариту Султановичу присвоено звание Героя Советского Союза с вручением ордена Ленина и медали „Золотая Звезда“ (№ 11471)».
С ноября 1983 года полковник Шагалеев Ф. С. служил инспектором-лётчиком, с 1985 года — начальником службы безопасности полётов в Главном управлении пограничных войск КГБ СССР в Москве. В 1987 году окончил Военно-воздушную академию имени Ю. А. Гагарина. Ещё несколько раз бывал в командировках в Афганистане, обеспечивал воздушное прикрытие вывода советских войск в 1988—1989 годах.
С 1989 года по 1995 год Ф. С. Шагалеев — заместитель командующего авиацией Северо-Восточного пограничного округа (Камчатка).
В 1994 году генерал-майор авиации Шагалеев Ф. С. назначен на должность командующего авиацией Пограничных войск России в Республике Таджикистан. Три года возглавлял боевые действия вертолётчиков, защищавших таджико-афганскую границу во время гражданской войны в Таджикистане. Общий налёт — свыше 9200 часов на вертолётах Ми-8, Ми-24, Ми-26, в том числе около 1500 вылетов — боевые. Также совершил свыше 400 прыжков с парашютом.
С 1997 года — в запасе. Жил в городе-герое Москве. Работал помощником генерального директора ОАО «Камов», где курировал вопросы строительства лётно-испытательного комплекса имени Чкалова.
Скончался 10 июня 2014 года. Похоронен на Федеральном военном мемориальном кладбище в Мытищах.

## Награды
- Медаль «Золотая Звезда» Героя Советского Союза (1982);
- Орден Ленина (1982);
- Орден Октябрьской Революции (1980);
- Орден «За личное мужество» (1994);
- Медали СССР;
- Медали РФ.